# Frans Gielen
Frans Gielen (Wijchmaal, Limburg, 21 d'octubre de 1921 – Helchteren, 14 de juny de 2004) va ser un ciclista belga, professional entre el 1948 i el 1957. El seu èxit esportiu més important el va aconseguir a la Volta a Espanya, on va guanyar una etapa en l'edició de 1948, que li va valer per liderar la cursa durant un dia.

## Palmarès
- 1947
  -  Campió de Bèlgica en ruta amateur
  - 1r a la Volta a Bèlgica amateur
- 1948
  - Vencedor d'una etapa a la Volta a Espanya
- 1954
  - Vencedor d'una etapa a la Volta a Bèlgica

### Resultats a la Volta a Espanya
- 1948. 25è de la classificació final. Vencedor d'una etapa. Lidera la cursa 1 dia

### Resultats al Giro d'Itàlia
- 1948. Abandona (3a etapa)